# La Chatte métamorphosée en femme (film 1909)
La Chatte métamorphosée en femme è un cortometraggio muto del 1909 diretto da Louis Feuillade.
La favola originale di Esopo fu riadattata da Jean de La Fontaine e fa parte di una raccolta, Fables choisis mises en vers, pubblicata per la prima volta nel 1668.

## Produzione
Il film fu prodotto dalla Société des Etablissements L. Gaumont

## Distribuzione
Distribuito dalla Société des Etablissements L. Gaumont, uscì nelle sale cinematografiche francesi nel settembre 1909. Negli Stati Uniti, è conosciuto con il titolo inglese The Cat That Changed Into a Woman.